# Jan Bengtson
Jan Bengtson (født 1963 i Gävle,) er en svensk fløjtenist.
Jan Bengtson er klassisk uddannet musiker, der behersker flere instrumenter, med tværfløjte som sit hovedinstrument. Han har siden 1989 været ansat ved Kungliga Filharmoniska Orkestern og var i årene 1997-99 endda førstefløjtenist i Kungliga Hovkapellet. Siden 1997 har han arbejdet som fløjtelærer ved Kungliga Musikhögskolan i Stockholm. Bengtson har tidligere i sin karriere vundet priser ved internationale solistkonkurrencer.
Jan Bengtson er opvokset i en musikerfamilie. Hans far, Stig Bengtson, var solofløjtenist i Kungliga Hovkapellet, hans mor, Ingrid Enquist-Bengtson, er sopransanger og sangpædagog med mere, og hans søster er sangeren Margareta Bengtson. 